# Dịch vụ xã hội

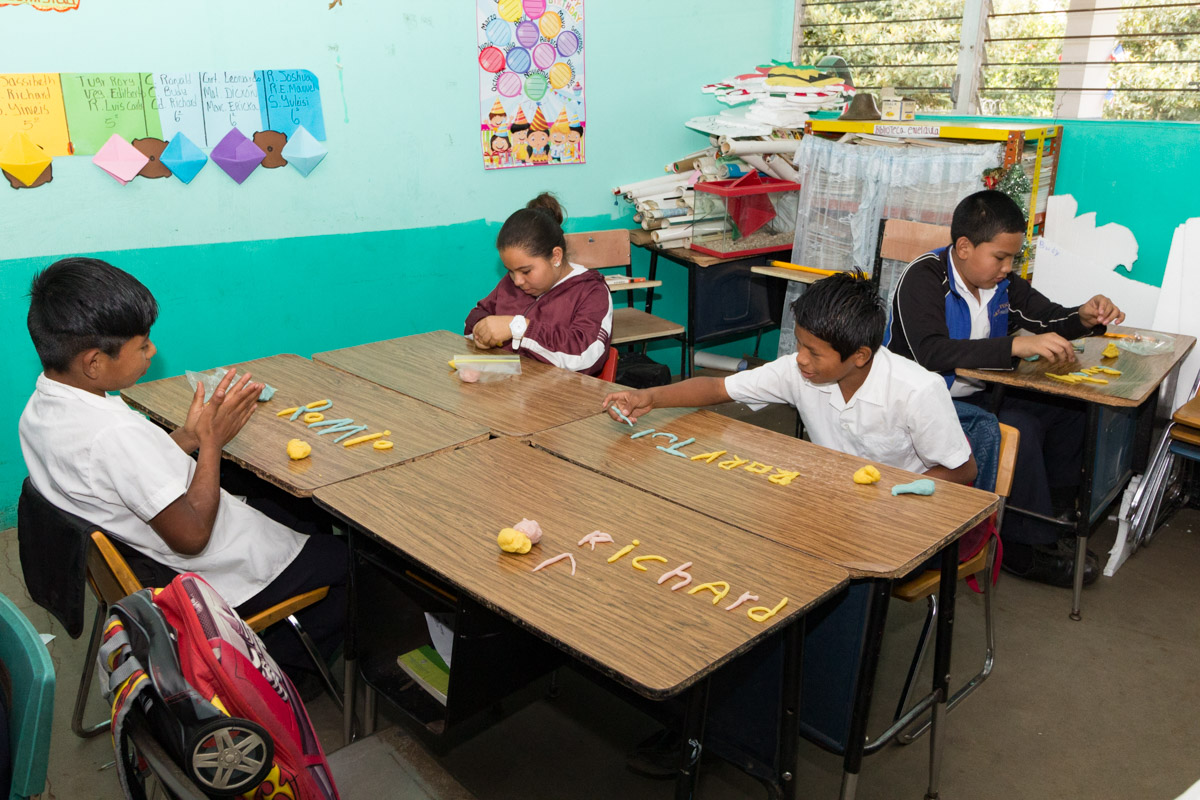
Sự cung ứng các dịch vụ giáo dục là một ví dụ về dịch vụ xã hội. Để biết thêm thông tin, xem bài Giáo dục công.

Dịch vụ xã hội là một loạt các dịch vụ công với mục đích trợ giúp và cứu trợ hướng đến các nhóm đối tượng cụ thể, thường bao gồm những người có hoàn cảnh khó khăn. Các dịch vụ này có thể do phía các cá nhân, các đơn vị tư nhân và tự chủ về tài chính cung cấp, nhưng cũng có thể do cơ quan nhà nước quản lý. Dịch vụ xã hội thì có liên hệ với khái niệm phúc lợi xã hội và nhà nước phúc lợi, bởi các quốc gia có những chương trình phúc lợi rộng khắp thì thường cung cấp một số lượng lớn các dịch vụ xã hội. Các dịch vụ xã hội được đặt ra nhằm giải quyết một dãy dài các nhu cầu của xã hội. Trước thời kỳ công nghiệp hóa, việc cung ứng các dịch vụ xã hội vô cùng bị hạn chế trong các tổ chức tư nhân và các quỹ từ thiện, trong đó việc mở rộng tầm bao phủ vẫn còn hạn chế. Ngày nay, các dịch vụ xã hội nói chung được công nhận trên phạm vi toàn cầu như một 'chức năng thiết yếu' của xã hội và thể chế mà thông qua đó chính phủ các nước có thể giải quyết các vấn đề còn bất cập trong xã hội.